# Peter Verhoeven
Peter Verhoeven (29 oktober 1972) is een Vlaams radio- en televisiepresentator. Hij was zestien jaar lang een van de vaste stemmen van radiozender Qmusic. Sinds juni 2021 is hij terug te horen op radiozender Topradio.

## Radio
Na al sinds zijn twaalfde levensjaar met het medium te zijn bezig geweest, met onder meer jobs bij de lokale radiostations Radio Flash, Radio Metropolys en Radio Ace, begon Verhoeven in 1995 als reporter-presentator bij Radio 2. Enige tijd later werd hij ook invaller bij Radio 1. Hij werkte eveneens achter de schermen bij Radio Contact en Topradio, onder meer als freelance radiotechnicus van Jurgen Verstrepen voor diens talk radio-programma en als presentator.
In 2000 maakte hij de volwaardige overstap naar de Vlaamse Media Maatschappij, waar vanaf dan aan de opstart van de eerste Belgische nationale commerciële radiozender werd gewerkt. Die kwam er op 12 november 2001 in de vorm van Q-music. Hij presenteerde acht jaar lang het programmablok tussen 10 en 12 uur. Op eigen vraag verkaste Verhoeven in november 2010 naar het weekend, waar hij vanaf dan iedere zondagmiddag de hitlijst iTunes Top 40 (oorspronkelijk iTunes Top 30) presenteerde, vanaf februari 2011 nog aangevuld met het vrijdagavondprogramma Que Pasa. Beide programma's presenteerde hij voor het laatst in augustus 2014.
Zowel in de zomer van 2013 als die van 2014 en 2015 was Verhoeven zeer frequent te horen op Q-music, daar hij naast zijn reguliere programma's ook iedere weekdag de programma's Shuffle en The Sound of Sea (samen met Vincent Vangeel) presenteerde. In de zomer van 2014 presenteerde hij bovendien ook nog de Top 40 Hitlist op zaterdag, wat maakte dat hij voor een periode van 64 dagen iedere dag op de radiozender te horen was en tegelijkertijd ook te zien op Telenet kanaal 39.
Van 1 november 2014 tot en met 17 december 2017 presenteerde Verhoeven op Q-music ieder weekend een laatavondprogramma vanuit een homestudio in Los Angeles in de Verenigde Staten, waar hij sinds het voorjaar 2014 permanent woont. Het programma werd ook op televisie uitgezonden via Kanaal 39 van Telenet Digitale televisie en was ook te volgen via de website van Qmusic. Tot de zomer van 2015 was dit iedere zaterdag en zondag het programma Peter QSA en vanaf het najaar 2015 iedere zondag LA Chill. De verandering kwam er omdat de directie van Qmusic om het weekend af te sluiten een "rustiger" radioconcept wou dan de vrijdag- en de zaterdagavond. Verhoeven deed in zijn radioshow alles zelf, van presentatie en radiotechniek tot de regie van het beeld. Het programma werd live uitgezonden en het signaal komt integraal vanuit Los Angeles in High Definition 1080i.
In januari 2018 stapte Verhoeven over van Qmusic naar zusterzender Joe, om er vanaf dan iedere werkdag de pre-ochtendshow tussen 4 en 6 uur te gaan presenteren, naast een zaterdags dansprogramma tussen 21 uur en middernacht. Eind december 2019 verdween hij van de zender.
Sinds juni 2021 is Verhoeven te horen op TOPradio. Hij doet er de dagelijkse avondspits van maandag tot vrijdag tussen 16 uur en 19 uur, live vanuit zijn thuisstudio in Los Angeles. Door het tijdsverschil maakt Verhoeven zijn programma 's ochtendsvroeg (lokale tijd) In het eerste jaar van zijn programma deed Verhoeven het marktaandeel van de avondspits met 80% stijgen.

## Televisie
Verhoeven was tussen 2003 en 2008 nieuwsanker op de Antwerpse regionale televisiezender ATV.

## Stemmenwerk
Verhoeven doet ook reclamespots op radio en televisie. Verder deed hij onder meer het stemmenwerk voor het programma Royalty op VTM en was hij geruime tijd de zenderstem van GUNKtv, een digitale jongerenzender van Telenet.
Ter ondersteuning van zijn stemmenwerk had Verhoeven van 2002 tot 2014 een eigen opnamestudio in Grobbendonk. Sinds hij in het voorjaar 2014 naar Los Angeles is verhuisd, maakt hij voor dit werk gebruik van zijn daar opgezette persoonlijke opname- en montagestudio, die naast zijn radiostudio is gebouwd.
Huidig (anno 2023):
Jan Bosman · Anke Buckinx · Alain Claes · Chloé De Bie · Rani De Coninck · Bart-Jan Depraetere · Yves De Wolf · Evi Geysels · Tess Goossens · Kris Mannaerts · Sven Ornelis · Alexandra Potvin · Carl Schmitz · Kenneth Stevens · Raf Van Brussel · Dieter Vandepitte · Ann Van Elsen · Brecht Vanmeirhaeghe · Lenke Van Olmen · Heidi Van Tielen · Kris Wauters
Voormalig (2009–2023):
Luk Alloo (2016–2017) · Born Crain (2017–2020) · Herbert Bruynseels (2009–2017) · Jelle Cleymans (2011, 2022) · Nathalie Delporte (2014–2019) · Leen Demaré (2009–2019) · Leen Dendievel (2023) · Truus Druyts (2009–2017) · Els De Craecker (2009–2017) · Sophie Dewaele (2009–2010) · Michel Follet (2009–2016) · Bert Geenen (2009–2011) · Evy Gruyaert (2023) · Evi Hanssen (2017–2021) · Johan Henneman (2009) · Joris Hessels (2021) · Anne Paulissen (2018–2023) · Kathy Pauwels (2009–2010) · Laurens Pays (2013–2016) · Sofie Santermans (2011–2020) · Tony Talboom (2012–2016) · Jo Van Belle (2013–2016) · Dominique Van Malder (2021) · Elke Van Mello (2011–2021) · Bjorn Verhoeven (2012–2018) · Peter Verhoeven (2018–2019) · Robin Vissenaekens (2012–2016)
Huidig (anno 2023):
Ulrike D'hauwer · Liam D'hert · Dorothee Dauwe · Tom De Cock · Jana De Wilde · Vincent Fierens · Yoren Linsen · Maxine Janssens · Nils Melckenbeeck · Loore Nelen · Regi Penxten · Jolien Roets · Emma Salden · Jan Thans · Maarten Vancoillie · Matthias Vandenbulcke · Paulien Van der Jeugt · Naomi Vanderpoorten · Vincent Vangeel · Liam Van Haverbeke · Dimitri Wouters
Voormalig (2001–2023):
Dorianne Aussems (2013–2014) · Rik Boey (2010–2013, 2015–2017) · Born (2015–2017) · Herbert Bruynseels (2001–2009) · Anke Buckinx (2007–2016) · Bab Buelens (2020) · Armin van Buuren (2021–2022) · Marcia Bwarody (2013–2017) · Joren Carels (2018–2020) · Séverine Champeaux (2013–2015) · Sam De Bruyn (2015–2020) · Erwin Deckers (2001–2008) · Jolien De Greef (2015) · Anneke De Keersmaeker (2002) · Felice Dekens (2011–2022) · Frederika Del Nero (2011–2012) · Nathalie Delporte (2001–2014) · Serge De Marre (2004–2015) · Eline De Munck (2012–2014) · Bart-Jan Depraetere (2001–2019) · Dries De Vis (2019–2020) · Inge De Vogelaere (2017–2020) · Sean Dhondt (2015–2023) · Elien D'hooge (2019–2021) · Yasmina El Messaoudi (2014–2015) · Evi Geysels (2010–2018) · Elizabeth Gesels (2016) · Violette Goemans (2015–2017) · Jenno Hallaert (2012–2015) · Wine Lauwers (2011–2019) · An Lemmens (2015–2019) · Kris Mannaerts (2006–2011) · Kristin Moers (2002–2003) · Marie Monballiu (2014–2021) · Sarah Mylle (2016–2020) · Johan Notebaert (2001–2002) · Wim Oosterlinck (2006–2020) · Sven Ornelis (2001–2016) · Hans Otten (2002–2003) · Xander Peeters (2011–2013) · Astrid Philips (2011–2014) · Elke Plancke (2012–2013) · Jarne Ponet (2023) · Alexandra Potvin (2001–2009) · Jarne Rediers (2021-2023) · Kürt Rogiers (2008–2015) · Thomas Rottier (2021-2023) · Carl Schmitz (2001–2014) · Elias Smekens (2013–2018) · Kenny Smet (2006–2011) · Toon Smet (2015–2018) · Sara Steegen (2011–2012) · Kenneth Stevens (2006–2016) · Loïc Thaler (2015-2016, 2018-2022) · Shalini Van den Langenbergh (2014–2018) · Julie Van den Steen (2021) · Joke van de Velde (2013–2015) · Elke Vanelderen (2005–2006) · Arne Vanhaecke (2015–2016) · Maureen Vanherberghen (2016–2023) · Elke Van Mello (2008–2010) · Francesca Vanthielen (2001–2002) · Erika Van Tielen (2006–2008) · Heidi Van Tielen (2015–2018) · Bjorn Verhoeven (2001–2012) · Peter Verhoeven (2001–2018) · Steffi Vertriest (2013–2015) · Kristien Wollants (2018–2020)